# Рупар
Рупар (в.-пандж. ਰੂਪਨਗਰ, англ. Rupnagar) — город на востоке индийского штата Пенджаб. Административный центр округа Рупар.

## География и климат
Расположен на левом берегу реки Сатледж у головы канала Сирхинд, на высоте 259 м над уровнем моря. С востока Рупар оги Вдоль противоположного берега реки протянулся горный хребет Сивалик.
Климат города за исключением сезона дождей можно охарактеризовать как довольно засушливый. Годовая норма осадков составляет около 780 мм (почти 78 % от этого значения выпадает в период с июня по август). Самые жаркие месяцы — май и июнь; самые холодные — декабрь и январь.

## Транспорт
Рупар соединён автомобильными и железными дорогами со всеми крупными городами Пенджаба и соседних штатов. Через город проходит национальное шоссе № 21.

## Население
Население по данным переписи 2001 года составляет 48 165 человек (25 563 мужчины и 22 602 женщины). Уровень грамотности составляет около 75 %, что существенно выше среднего по стране показателя 59,5 %.
| Год  | Численность | Численность |
| ---- | ----------- | ----------- |
| 1991 | 37 996      | [ 1 ]       |
| 2001 | 49 159      | [ 5 ] [ 1 ] |
| 2012 | 61 314      | [ 1 ]       |